# 托雷-利奥泰
托雷-利奥泰（法語：Thorey-Lyautey，法語發音：[tɔʁɛ ljotɛ]）是法国默尔特-摩泽尔省的一个市镇，位于该省南部，属于南锡区。

## 地名
该市镇原名“托雷”（Thorey）。1934年，法国元帅于贝尔·利奥泰在此逝世。1936年，该市镇更名为“托雷-利奥泰”以向其致敬。

## 地理
托雷-利奥泰（48°26'35"N, 6°1'43"E）面积6.19 平方千米，位于法国大東部大區默尔特-摩泽尔省，该省份为法国东北部内陆省份，是洛林的一部分，北邻比利时、卢森堡，北起顺时针与摩泽尔省、下莱茵省、孚日省和默兹省接壤。
与托雷-利奥泰接壤的市镇（或旧市镇、城区）包括：巴蒂尼、沙乌耶、多马里厄尔蒙、埃特勒瓦勒、拉勒夫、奥涅维尔、旺德莱维尔、沃代蒙。
托雷-利奥泰的时区为UTC+01:00、UTC+02:00（夏令时）。

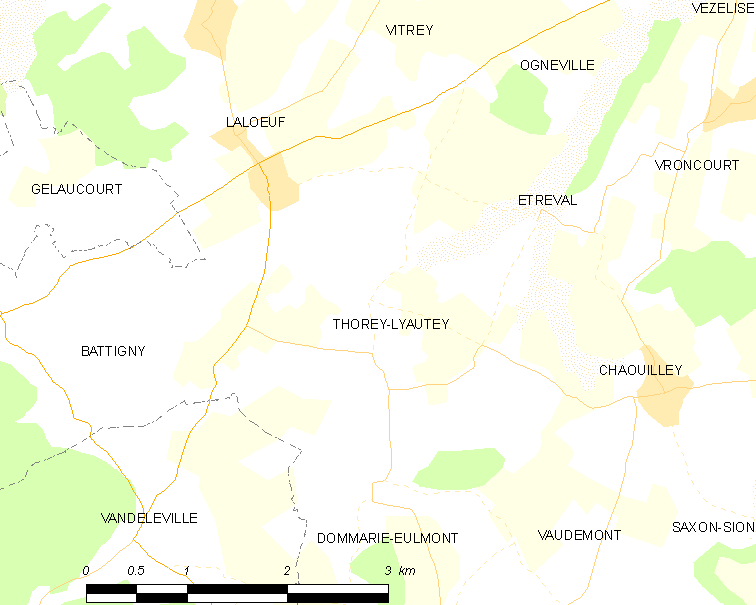
托雷-利奥泰的OSM定位图

## 行政
托雷-利奥泰的邮政编码为54115，INSEE市镇编码为54522。

## 政治
托雷-利奥泰所属的省级选区为梅讷欧桑图瓦县。

## 人口

1962-2008年间托雷-利奥泰人口变化图示

托雷-利奥泰于2022年1月1日时的人口数量为122人。